# Odontopera fuscomarginata
Odontopera fuscomarginata là một loài bướm đêm trong họ Geometridae.